# Bimeria australis
Bimeria australis är en nässeldjursart som beskrevs av Blackburn 1937. Bimeria australis ingår i släktet Bimeria och familjen Bougainvilliidae. Inga underarter finns listade i Catalogue of Life.